# Jan z Falkenštejnu
Jan (Ješek) z Falkenštejnu (ur. 1281 lub 1282; zm. po 1337) – nieślubny syn Zawiszy z Falkenštejnu i królowej czeskiej Kunegundy Halickiej, regentki po śmierci Przemysła Ottokara II.

## Życiorys
Jan narodził się w wyniku związku, w jakim pozostawali królowa Kunegunda i Zawisza z Falkenštejnu. Partner Kunegundy w czerwcu 1284 poślubił ją i szybko stał się jedną z najważniejszych postaci w państwie. 
Po śmierci królowej Kunegundy jej pierworodny syn, król czeski Wacław II, ofiarował w październiku 1285 Janowi i jego ojcu królewskie miasto Polička, zamek Lanšperk, miasto Lanškroun i inne dobra. 24 sierpnia 1290 r. Zawisza został stracony z rozkazu księcia Mikołaja I Opawskiego w Hlubokej nad Vltavou. Przyrodni brat Jana, król Wacław II, powierzył go opiece zakonu krzyżackiego. Jan sprawował różne urzędy w zakonie. Początkowo był komturem w Řepínie, a w roku 1328 został komturem Czech i Moraw. Prawdopodobnie uczestniczył w wyprawie Jana Luksemburskiego na Litwę. Później Jan był komturem w Altshaus, a w 1337 był ponownie wzmiankowany jak komtur w Řepínie. Zachowała się jego pieczęć, przedstawiająca siedzącego na tęczy apokaliptycznego Chrystusa, któremu z ust wychodzą dwa miecze.